# کمبریج (نبراسکا)
کیمبریج(به انگلیسی: Cambridge) شهری در ایالت نبراسکا کشور ایالات متحده آمریکا است که جمعیت آن در سرشماری سال ۲۰۱۰ میلادی، ۱٬۰۶۳ نفر بوده‌است.